# 格罗纳尔
格罗纳尔（法語：Gronard，法語發音：[ɡʁɔnaʁ]）是法国上法蘭西大區埃纳省的一个市镇，属于韦尔万区。

## 地理
格罗纳尔（49°47'35"N, 3°53'2"E）面积7.1 平方千米，位于法国上法蘭西大區埃纳省，该省份为法国北部内陆省份，北起北部省，西接索姆省和瓦兹省，东临阿登省和马恩省，西南至塞纳-马恩省，东北部与比利时接壤。
与格罗纳尔接壤的市镇（或旧市镇、城区）包括：比雷勒、热尔西、阿里、乌里、普里斯、圣戈贝尔。

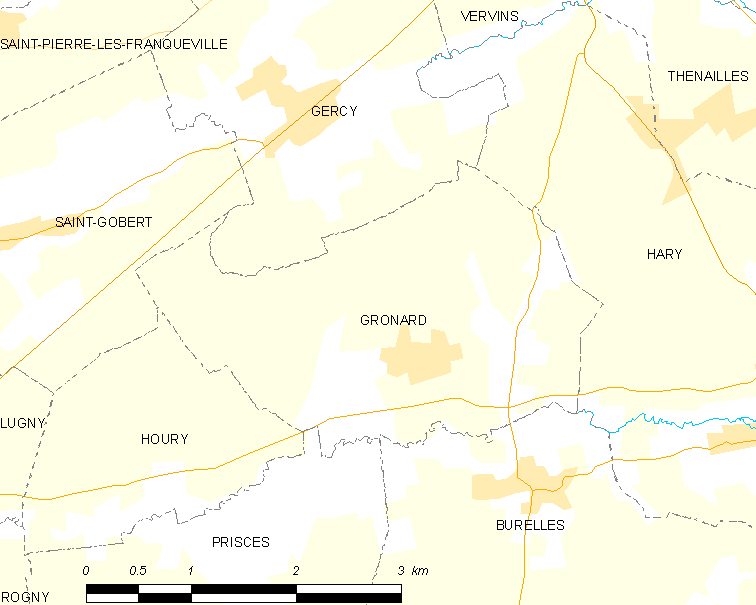
格罗纳尔的OSM定位图

格罗纳尔的时区为UTC+01:00、UTC+02:00（夏令时）。

## 行政
格罗纳尔的邮政编码为02140，INSEE市镇编码为02357。

## 政治
格罗纳尔所属的省级选区为韦尔万县。

## 人口

1962-2008年间格罗纳尔人口变化图示

格罗纳尔于2022年1月1日时的人口数量为61人。